# Навальний Олег Анатолійович
Олег Анатолійович Навальний — російський підприємець, політв'язень, молодший брат Олексія Навального. 

## Біографія
Народився 9 квітня 1983 року. 
Батько — Анатолій Іванович Навальний (нар. 28 січня 1947), народився і закінчив школу в Заліссі (раніше Чорнобильський район, зараз Вишгородський район, Київська область) Української РСР, після закінчення Київського військового училища зв'язку отримав призначення під Москвою. Дід — Іван Тарасович — був теслею і майже все життя, як і його дружина Тетяна Данилівна, пропрацював у місцевому колгоспі у Заліссі. У селі Залісся було багато родичів Навальних.
Мати — Людмила Іванівна (нар. 4 квітня 1954), походить із сільської місцевості з-під Зеленограда Московської області, навчалася в Московському інституті управління імені Серго Орджонікідзе, працювала лаборанткою в Зеленоградському НДІ мікроприладів, 1975 року вийшла заміж за Анатолія Івановича Навального, після закінчення інституту працювала економістом, з 1987 року — заступником директора з економіки.
У 2005 році закінчив Фінансову академію при Уряді РФ. Не пізніше 2008 року почав працювати головою департаменту внутрішніх поштових відправлень філії ФГУП «Пошта Росії». З осені 2012 року — перший заступник генерального директора компанії «EMS Пошта Росії» — філії ФГУП «Пошта Росії», відповідальний за автоматизацію процесу сортування листів і посилок. З 30 травня 2013 року не працює в «Пошті Росії».

### Суд
30 грудня 2014 року Замоскворецький суд Москви виніс обвинувальний вирок у справі "Ів Роше": Олексій Навальний був засуджений до 3,5 років умовно, а Олег Навальний — до 3,5 років колонії загального режиму.
У листопаді 2018 року Урицький районний суд Орла постановив стягнути з ФСВП 50 тис. рублів на користь Олега Навального. У січні 2019 року Орловський обласний суд скасував рішення суду першої інстанції, вважаючи, що позивач не надав доказів того, що за час перебування в ув'язненні йому заподіяно моральну шкоду.

### Продовження випробувального терміну
У серпні 2017 року Симоновський суд Москви задовольнив клопотання ФСВП про продовження випробувального терміну Олексія Навального на 1 рік, до 30 грудня 2020 року. Московський міський суд залишив це рішення без змін.

## Оскарження в ЄСПЛ
5 січня 2015 року в ЄСПЛ була подана скарга з приводу порушень Росією статей 5, 6, 7 та 18 Конвенції з прав людини. 8 березня 2016 року суд комунікував скаргу за статтями 6 (справедливий судовий розгляд) і 7 (покарання виключно на підставі закону). Суд поставив перед урядом РФ ряд питань, на які він повинен відповісти.
17 жовтня 2017 року ЄСПЛ постановив, що справу про шахрайство проти Олексія та Олега Навальних за скаргою компанії «Ів Роше» розглянуто в Росії з порушенням права на справедливий суд. Суд прийшов до висновку, що вирок був довільним і необґрунтованим. За рішенням ЄСПЛ, Росія повинна виплатити братам Навальним 76 тисяч євро. ЄСПЛ відмовився розглядати питання щодо політичної мотивації справи. При цьому троє суддів ЄСПЛ — Дмитро Дєдов, Хелен Келлер і Георгіос Сергідес — висловили думку, що необхідно було розглянути можливу політичну підоснову справи.
25 квітня 2018 року Президія Верховного суду Росії відмовилася скасувати вирок братам Навальним у справі «Ів Роше» й ухвалила поновити справу для розгляду нових обставин.
У липні 2018 року Олексій Навальний отримав більш як 4 мільйони рублів від Уряду Росії як компенсацію за справу «Ів Роше».
За 3,5 року тюремного терміну Олега Навального 6 разів запроторювали до штрафного ізолятора, двічі відмовляли в умовно-достроковому звільненні та один раз — у заміні місяців ув'язнення штрафом або обов'язковими роботами. 1,5 року брат опозиціонера провів в одиночній камері.
У червні 2018 року стало відомо, що менш ніж за місяць до звільнення Олегу Навальному посилили умови утримання в орловській колонії. 29 червня 2018 року Олег Навальний звільнився з ІК-5 в Орловській області.
Восени 2018 року вийшла книга Олега Навального «Три з половиною. З арештантською повагою і братнім теплом» за мотивами відбутого ув'язнення в колонії.
9 квітня 2019 року ЄСПЛ визнав політичним домашній арешт Навального і зобов'язав російську владу виплатити опозиціонеру Олексію Навальному €20 тис. як компенсацію моральної шкоди і €2,6 тис. як компенсацію судових витрат.